# IcoFX
IcoFX es un software profesional de creación y edición de iconos y cursores para Microsoft Windows. 

## Fucionalidad
Las principales características que posee son la creación/edición de iconos (archivos .ico) y cursores estáticos o animados (archivos .cur y .ani) de múltiples resoluciones y conversión de imágenes estáticas a iconos o cursores. Dos funciones exclusivas de los cursores son la posibilidad de usar colores invertidos (negativos) con el propósito de facilitar el uso del ordenador a las personas con discapacidad/dificultad visual que no distinguen bien el contraste, y modificar la zona activa del cursor. Esto último representando un punto por dos coordenadas: X, Y, usado para seleccionar elementos en la pantalla o detectar la posición del puntero. También permite extraer iconos de aplicaciones y archivos (.exe, .dll).
La aplicación no soporta edición de cursores con valores de pixeles invertidos (Para cursores de alto contraste). Solamente con colores HSL para cada pixel.